# Officer, Victoria
Officer är en förort till Melbourne i Australien. Den ligger i kommunen Cardinia och delstaten Victoria, omkring 48 kilometer sydost om centrala Melbourne. Antalet invånare var 7 133 vid folkräkningen 2016.